# Еленборо (Западна Вирџинија)
Еленборо (енгл. Ellenboro) град је у америчкој савезној држави Западна Вирџинија.

## Демографија
По попису из 2010. године број становника је 363, што је 10 (-2,7%) становника мање него 2000. године.
| Група             | 2000.       | 2010.        |
| Белци             | 368 (98,7%) | 363 (100,0%) |
| Афроамериканци    | 1 (0,3%)    | 0 (0,0%)     |
| Азијати           | 0 (0,0%)    | 0 (0,0%)     |
| Хиспаноамериканци | 0 (0,0%)    | 0 (0,0%)     |
| Укупно            | 373         | 363          |